# Total Security
Total Security est une série télévisée américaine en 13 épisodes de 46 minutes, créée par Steven Bochco, Charles H. Eglee et David Milch et dont seulement six épisodes ont été diffusés entre le 27 septembre et le 8 novembre 1997 sur le réseau ABC.
En France, l'intégralité de la série a été diffusée entre le 3 avril 1998 et le 27 mai 1999 sur Série Club.

## Synopsis
L'histoire de Total Security : une agence de sécurité high tech et top-chic pour les riches habitants de Beverly Hills et autres quartiers rupins de Los Angeles. La direction du luxueux hôtel Seven Palms Hotel est leur premier client, viennent ensuite les époux et épouses suspectant leur conjoint, ou les parents de victimes d'enlèvements, sans compter les multiples affaires gérées à titre personnel. Le cabinet est dirigé par un ex-policier Frank Cisco, assisté par Steve Wegman (détective de choc et de charme suivant sa propre morale), Neville Watson (l'informaticien du groupe), George LaSalle, Jody Kiplinger et Ellie Jones (la beauté du groupe).

## Distribution
- James Remar (VF : Patrice Baudrier) : Frank Cisco
- James Belushi (VF : Marc Alfos) : Steve Wegman
- Debrah Farentino (VF : Juliette Degenne) : Jody Kiplinger
- Tracey Needham (VF : Sybille Tureau) : Ellie Jones
- Bill Brochtrup (en) (VF : Pierre Tessier) : George LaSalle
- Flex Alexander (sous le nom Flex) (VF : Jean-Paul Pitolin) : Neville Watson
- Tony Plana (VF : Michel Muller) : Luis Escobar
- Kristin Bauer (VF : Kelvine Dumour) : Geneva Renault
- Jim Beaver : le détective McKissick

## Épisodes
1. Une équipe de choc (Pilot)
2. Un mariage et un enterrement (One Wedding and a Funeral)
3. Les dentistes préfèrent les blondes (Dental Men Prefer Blondes)
4. La Souricière (Looking For Mr. Goombah)
5. Un chien pas comme les autres (Citizen Canine)
6. Qui est le papa ? (Who's Poppa?)
7. Stars et escrocs (Look Who’s Stalking)
8. Le Faux Enlèvement (Das Bootie)
9. Cendres éparpillées (Evasion of the Body Snatchers)
10. Double vie (Wet Side Story)
11. Le Fraudeur (The Never Bending Story)
12. Les Joies du mariage (Do the Right Schwing)
13. Produit miracle (A Man for Half a Season)